# Coryza du chat
Wikipédia ne donne pas d'avis médical : seul un professionnel (médecin, pharmacien, etc.) est habilité à le faire.
Cet article parle du coryza du chat. Pour le coryza humain, voir rhinopharyngite.

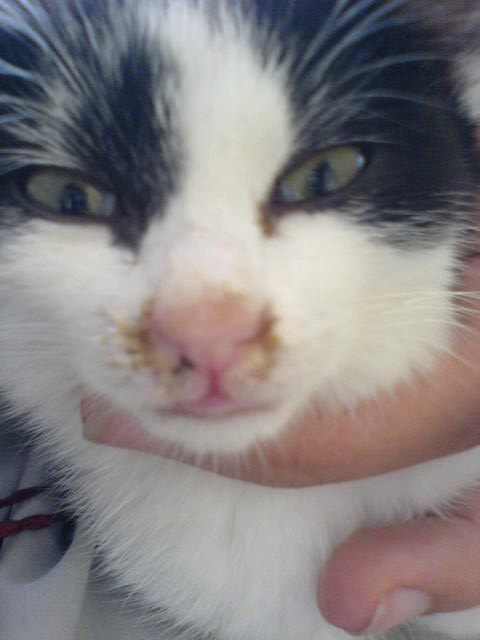
Chaton atteint du coryza bactérien depuis trois jours.

Le coryza du chat, ou rhinotrachéite virale féline, est un syndrome commun à plusieurs maladies des chats, qui atteint essentiellement l’appareil respiratoire de ceux-ci. 
Le principal agent infectieux est l'herpèsvirus félin de type 1 (FeHV-1) mais il en existe deux autres : le calicivirus félin et la bactérie Chlamydophila felis. La maladie peut être grave, voire mortelle, si elle n'est pas soignée. Elle est très contagieuse, ce qui impose dans les élevages la mise en quarantaine du chat infecté. Prise à temps, la maladie se soigne bien,.

## Historique
Le nom du syndrome coryza vient du mot grec « koruza » (rhume, écoulement). Il est aussi appelé « rhinotrachéite virale féline ». Le virus a été isolé en 1957 par Crandell et Maurer (États-Unis).

## Épidémiologie
Il est distribué dans le monde entier. Sa morbidité est élevée puisque 70 % des chats adultes sont séropositifs, donc porteurs du virus. La mortalité est faible chez le chat mais élevée chez les chatons et les adultes immunodéprimés. Les voies de pénétration du virus sont au nombre de trois : voies orale, nasale et conjonctivale. Le virus à l'air libre est instable, puisqu'il reste actif entre 12 et 18 heures seulement.
L'infection est très présente dans les lieux à grande population et densité féline comme les refuges ou les chatteries. Mais si l'infection touche les chats vivant en groupe (chatterie, refuge, chats semi-sauvages… ), elle touche également : les chats soumis à des situations stressantes (déménagement, absence ou changement de propriétaire, introduction d’un nouvel animal… ), les chatons entre 2 et 12 semaines ainsi que les chats porteurs des virus d’immunodéficience féline (FIV) et/ou de leucose (FeLV).

## Physiopathologie
Le principal agent infectieux est l'herpèsvirus félin de type 1 (FeHV-1) mais il en existe deux autres : le calicivirus félin et la bactérie Chlamydophila felis.

## Signes cliniques

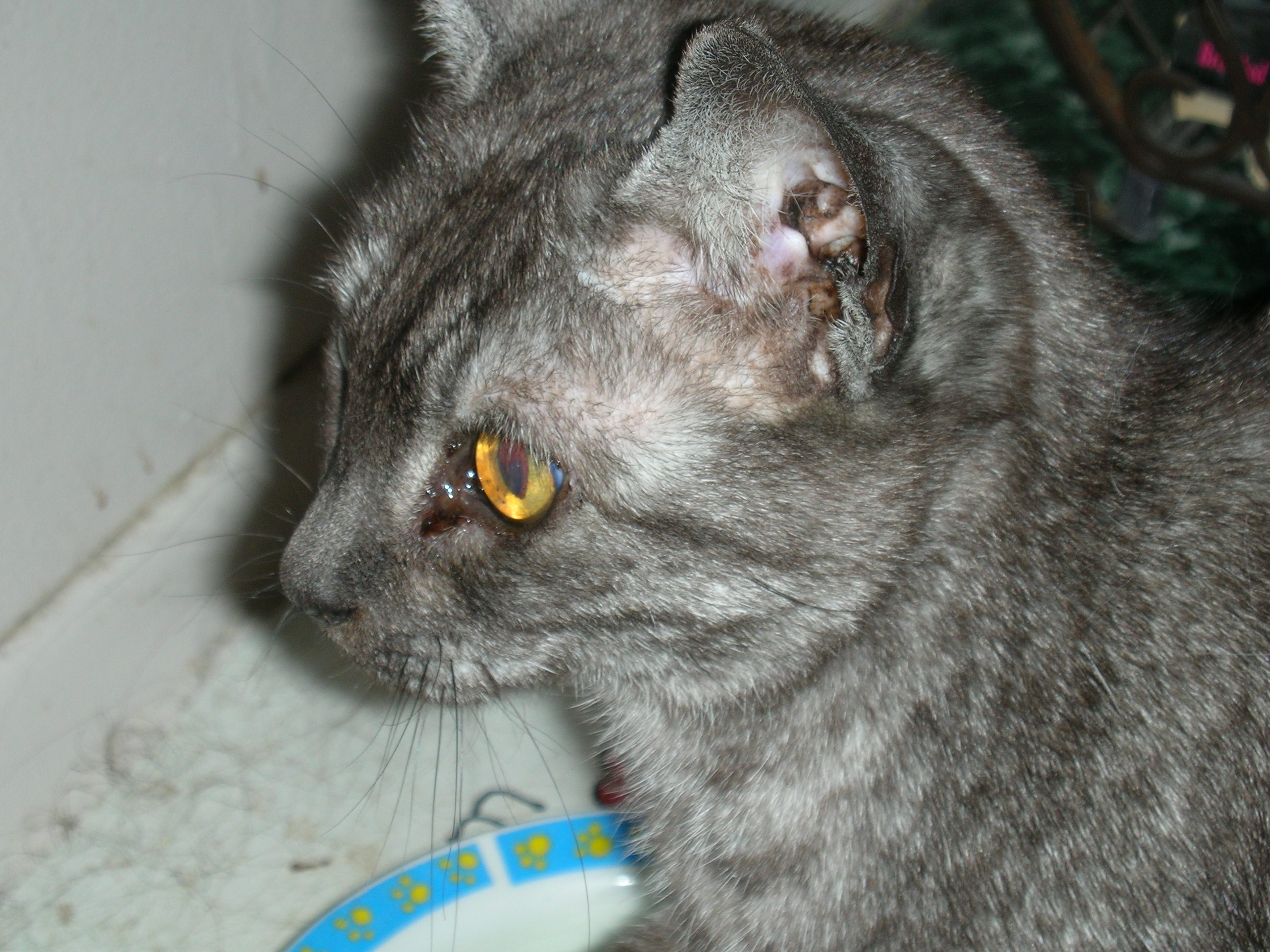
Épiphora chronique chez un porteur de FVR.

Le chat atteint de coryza présente généralement de la conjonctivite, de la rhinite, de la fièvre, de l'anorexie et un état dépressif.

## Diagnostic
Les signes cliniques du coryza du chat sont variables en fonction de l’âge de l’animal, de son état de santé et selon les agents infectieux en cause. Après l’infection, la période d’incubation est courte (2 à 5 jours) avant l’apparition de signes cliniques.
Les signes cliniques classiques en primo-infection sont l'abattement, l'éternuement répété, l'inappétence, la déshydratation et les excrétions nasales (séreuses, muqueuses puis mucopurulentes) et oculaires abondantes. En réactivation, ces signes sont discrets ou absents.
La primo-infection engendre dans de nombreux cas de la conjonctivite et de la kératite pouvant évoluer vers la chronicité et la cécité.

## Évolution
On considère que 40 à 50 % des porteurs sains (chat guéris après une primo-infection) peuvent rechuter et voir leur virus se réactiver sporadiquement. Cette réactivation est naturelle mais provoquée très souvent par le stress (hospitalisation, enfermement, mise-bas, maltraitance…).
Un chat affecté du coryza peut en mourir si le stade de la maladie est avancé.

## Prise en charge
Le traitement comporte une antibiothérapie et une aérosolthérapie. Tout chat infecté par le virus devient par la suite un porteur latent, le virus siégeant dans les neurones sensitifs du ganglion trijumeau en général, mais aussi parfois dans la cornée, le nerf optique, le bulbe olfactif ou les cornets nasaux. 
L’administration d’antibiotiques oraux permet de limiter les complications bactériennes. Par action locale, un traitement à base d’aérosols contenant des antibiotiques adaptés peut également permettre de fluidifier les sécrétions nasales et ainsi d'en favoriser l'évacuation. Les affections ophtalmologiques sont traitées spécifiquement par voie locale (collyre, pommade) ou orale.
Pour limiter la multiplication du virus, il est possible de tester des traitements oraux complémentaires (à base de L-Lysine). Pour les formes graves ou les cas récidivants, des antiviraux (interférons, zidovudine) sont parfois nécessaires mais leur efficacité n’est à ce jour pas prouvée. Parfois, une hospitalisation peut être indiquée.
Il est important de noter qu’un chat guéri du coryza peut rester porteur de la maladie pendant de longues années et être à nouveau contagieux à la suite d'un stress, d'une mise-bas ou d'une maladie.

## Prévention

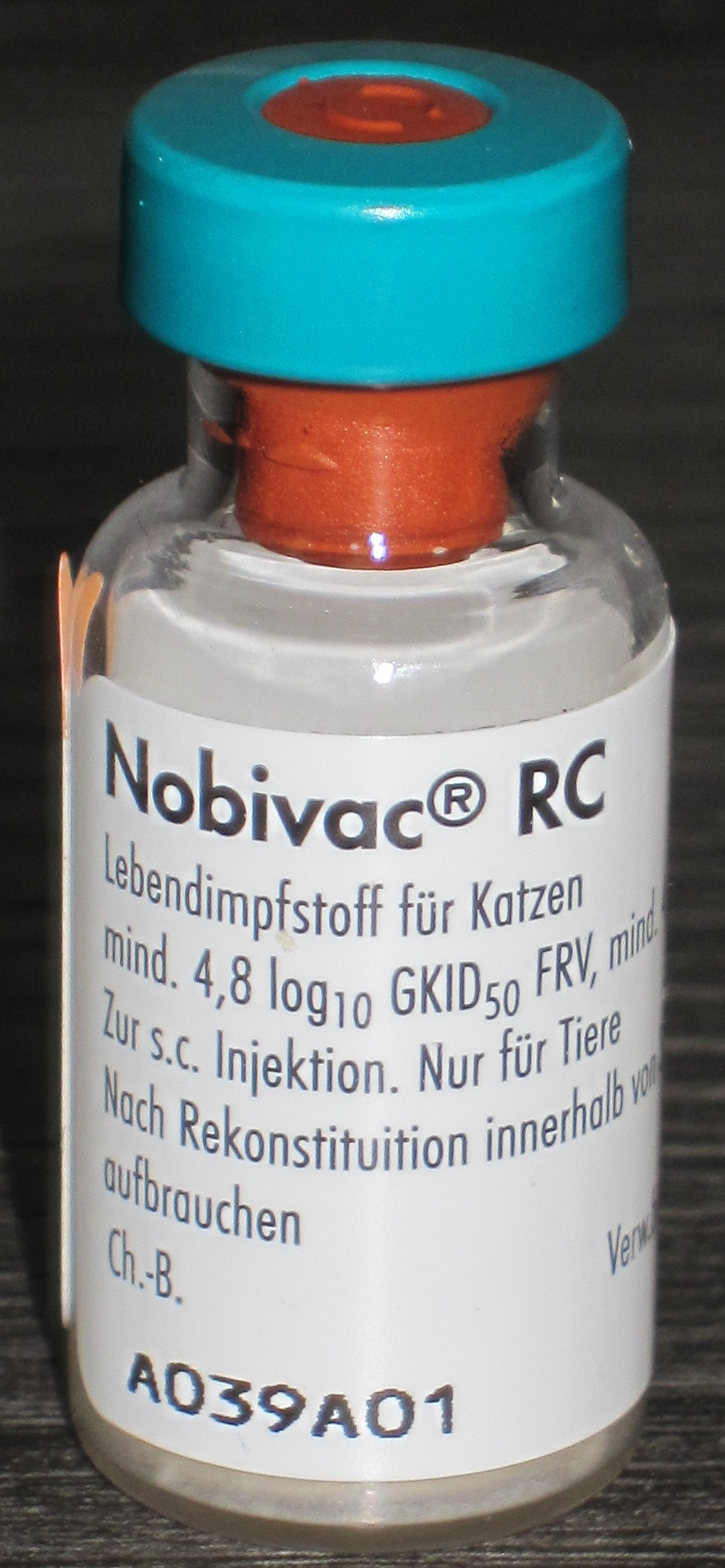
Flacon de vaccin contre le coryza du chat.

Il existe un vaccin fabriqué à partir d'une souche inactivée de l'herpèsvirus félin de type 1 (FeHV-1). En France, ce vaccin fait partie du protocole vaccinal classique en médecine féline, avec le typhus félin (panleucopénie féline) et la leucose féline (FeLV), donnant le nom de TCL (Typhus - Coryza félin - Leucose féline) à ce protocole. La durée d'immunisation admise de manière générale est de 1 an.
La vaccination contre l’herpès virus s’effectue à l’âge de 8 ou 9 semaines, en deux injections espacées de 3 ou 4 semaines, avec un rappel tous les ans. Si elle protège le chat contre les signes causés par le virus, elle n’empêche cependant pas la contamination, ni la transmission à d’autres chats. Mais elle réduit très efficacement les signes cliniques induits par l’infection. 
Le vaccin est recommandé par la WSAVA (World Small Animal Veterinary Association) et par l'ABCD (European Advisory Board on Cat Diseases), un groupe d'experts européens des maladies du chats.